# Commercialisering
Commercialisering is het sociale proces waarbij goederen en diensten in toenemende mate worden uitgebaat vanuit een winstoogmerk in plaats van voor eigen gebruik of op basis van wederkerigheid. Het in de markt zetten van een nieuw product wordt ook wel commercialisering genoemd.
Naast individuele producten kunnen ook hele samenlevingen commercialiseren zoals bij de overgang van een bestaanseconomie naar een markteconomie. Marx sprak in dat verband over commodificatie waarbij steeds meer aspecten van het menselijk handelen en de resultaten daarvan worden uitgedrukt in een geldwaarde in plaats van de intrinsieke of inherente waarde.

## Onderlinge relaties
Menselijke relaties krijgen daardoor een steeds zakelijker karakter. Achterliggende waarden in onderling relaties zijn daarbij steeds minder gebaseerd op verwantschap en vriendschap en steeds meer op de vaardigheden en sociale positie. Rechtvaardigheid en deugdzaamheid kunnen daarbij op de achtergrond raken.
Ferdinand Tönnies maakte onderscheid tussen Gemeinschaft en Gesellschaft, waarbij de eerste een samenleving is met sterke affectieve bindingen en saamhorigheid, terwijl in de modernere Gesellschaft er sterke economische bindingen zijn met onderlinge concurrentie.